# Закон про Великий Гамбург
Закон про Великий Гамбург (нім. Groß-Hamburg-Gesetz) — закон, прийнятий урядом Адольфа Гітлера 26 січня 1937 року, який набув чинності 1 квітня 1937 року, згідно з яким попередня офіційна територія Гамбурга була розширена за рахунок економічно важливих територій із сусідніх прусських округів і незалежних міст.